# هرم (لارستان)
هرم (بالفارسية: هرم) (بالإنجليزية: Harm)‏، قرية في ناحية جويم (بالفارسية: بخش جويم)، قسم هرم الريفي، مقاطعة لارستان، محافظة فارس، إيران. يبلغ عدد سكانها حسب إحصاء عام 2006 ميلادية 1,759 نسمة في 342 عائلة.